# Hilmer Motorsport
Hilmer Motorsport – niemiecki zespół startujący w wyścigach samochodowych, którego założycielem jest Franz Hilmer. Zespół powstał w 2013 roku z przeznaczeniem startów w serii GP2 jako zespół zastępujący portugalską stajnię Ocean Racing Technology, startującą w GP2 do sezonu 2012. W sezonie 2014 ekipa zastąpiła pierwotnie zgłoszony Russian Time w stawce serii GP3. Baza zespołu mieści się w bawarskiej miejscowości Niederwinkling. W 2014 roku ekipa została ogłoszona oficjalnym zespołem juniorskim Force India F1 Team.

## Starty

### Seria GP2
| Rok  | Bolid              | Kierowcy            | Wyścigi | Wygrane | PP | NO | Pkt | M.K. | M.Z. |
| ---- | ------------------ | ------------------- | ------- | ------- | -- | -- | --- | ---- | ---- |
| 2013 | Dallara-Mecachrome | Conor Daly          | 2       | 0       | 0  | 0  | 2   | 26   | 6    |
| 2013 | Dallara-Mecachrome | Robin Frijns        | 12      | 1       | 0  | 0  | 47  | 15   | 6    |
| 2013 | Dallara-Mecachrome | Adrian Quaife-Hobbs | 10      | 1       | 0  | 0  | 56  | 13   | 6    |
| 2013 | Dallara-Mecachrome | Pål Varhaug         | 4       | 0       | 0  | 0  | 0   | 31   | 6    |
| 2013 | Dallara-Mecachrome | Jon Lancaster       | 16      | 2       | 0  | 2  | 73  | 11   | 6    |
| 2014 | Dallara-Mecachrome | Daniel Abt          | 20      | 0       | 0  | 0  | 27  | 16   | 12   |
| 2014 | Dallara-Mecachrome | Nicholas Latifi     | 2       | 0       | 0  | 0  | 0   | 32   | 12   |
| 2014 | Dallara-Mecachrome | Facu Regalía        | 8       | 0       | 0  | 0  | 0   | 31   | 12   |
| 2014 | Dallara-Mecachrome | Jon Lancaster       | 14(16)  | 0       | 0  | 0  | 6   | 23   | 12   |

### Seria GP3
| Rok  | Bolid           | Kierowcy            | Wyścigi | Wygrane | PP | NO | Pkt | M.K. | M.Z. |
| ---- | --------------- | ------------------- | ------- | ------- | -- | -- | --- | ---- | ---- |
| 2014 | Dallara-Renault | Iwan Taranow        | 2       | 0       | 0  | 0  | 0   | 35   | 8    |
| 2014 | Dallara-Renault | Nikołaj Marcenko    | 4       | 0       | 0  | 0  | 0   | 33   | 8    |
| 2014 | Dallara-Renault | Sebastian Balthasar | 8       | 0       | 0  | 0  | 0   | 32   | 8    |
| 2014 | Dallara-Renault | Nelson Mason        | 16      | 0       | 0  | 0  | 0   | 22   | 8    |
| 2014 | Dallara-Renault | Beitske Visser      | 2       | 0       | 0  | 0  | 0   | 27   | 8    |
| 2014 | Dallara-Renault | Riccardo Agostini   | 16      | 0       | 0  | 0  | 18  | 16   | 8    |